# Pyhävaara
Pyhävaara är en kulle i Finland. Den ligger i Enare i landskapet Lappland, i den norra delen av landet, 1 000 km norr om huvudstaden Helsingfors. Toppen på Pyhävaara är 183 meter över havet, eller 53 meter över den omgivande terrängen. Bredden vid basen är 1,4 km.
Terrängen runt Pyhävaara är huvudsakligen platt. Trakten runt Pyhävaara är nära nog obefolkad, med mindre än två invånare per kvadratkilometer.